# Microcyba simulata
Microcyba simulata là một loài nhện trong họ Linyphiidae.
Loài này thuộc chi Microcyba. Microcyba simulata được Herman Theodor Holm miêu tả năm 1962.